# Arieh Warshel
Arieh Warshel (Bete-Seã, 20 de novembro de 1940) é um bioquímico e biofísico israelo-americano, especialista em simulação computacional, enzimologia computational, eletroestática e catálise enzimática.
Foi galardoado com o Prémio Nobel da Química em 2013, pelo "desenvolvimento de modelos multiescala para sistemas químicos complexos"
Arieh Warshel fez grandes contribuições científicas através da introdução de métodos computacionais para a correlação das funções estruturais das moléculas biológicas, sendo pioneiro em programas, métodos e conceitos fundamentais dos estudos computacionais detalhados sobre as propriedades funcionais das moléculas biológicas o método QM/MM para a simulação de reações enzimáticas, a primeira simulação da dinâmica molecular de um processo biológico, modelos microscópicos eletroestáticos para proteínas, perturbação de energia livre em proteínas  entre outros temas. Pelo desenvolvimento destes métodos, Warshel partilhou o Prémio Nobel da Química de 2013 com Martin Karplus (Universidade de Estrasburgo, França, e Universidade de Harvard, Estados Unidos) e Michael Levitt (Universidade de Stanford, Estados Unidos) 